# Salze (Bega)
Die Salze ist ein rechter Nebenfluss der Bega im Nordosten des deutschen Landes Nordrhein-Westfalen.

## Geographie
Das Gewässer, welches ursprünglich Solte hieß, hat eine Gesamtlänge von 15 Kilometer. Das Einzugsgebiet erstreckt sich über das nordwestliche Lipper Bergland zwischen Weser und Werre. Es entspringt auf dem Gelände des Hofes Kelle in Exter an der Steinegge unweit der Quelle des Mittelbachs im Gebiet der alten Bauerschaft Solterwisch (= Wiesen der Solte). Im Gegensatz zu diesem wendet sich der Lauf der Salze aber nach Südwesten in Richtung der Bega. Bei Kilometer 13,9 quert er die Bundesautobahn 2. Er wird bei Bad Salzuflen von der unmittelbar darauf in die Werre mündenden Bega (Bega-Flusskilometer 0,3) aufgenommen. Manche Karten verzeichnen (fälschlicherweise) die Salze als in die Werre mündend und die Bega in die Salze mündend. Der Name Salze deutet wie auch der Name Bad Salzuflen auf örtliche Salzvorkommen hin. Der Name des Vlothoer Ortes Solterwisch bedeutet analog Salzwiese.
Das Gewässer durchfließt auf seinem Weg von der Quelle bis zur Mündung die Gemeinden Vlotho und Bad Salzuflen.
Auf ihrem Weg nimmt die Salze flussabwärts betrachtet folgende Gewässer auf:
- Exterbach (R 9,5)
- Glimke (L 7,4)
- Finnebach (R 5,4)
  - Bocksieksbach (R)
- Abfluss Caspohl-Quelle (R 4,7)
- Wüstener Bach (L 3,3); entspringt beim Neuen Dorf, südlich von Wüsten und südöstlich vom Langenberg. Flusslänge: 3,3 Kilometer.
- Schwaghofbach (R 2,3)
- Asen (L ?), Asenquelle (52° 5′ N, 8° 47′ O) im Salzufler Stadtwald, durchfließt das Asental und die Asenteiche; dann unterirdisch bis zur Salze

(L/R; KM): Linker rechter Zufluss, bei Flusskilometer, Mündung bei KM 0)

## Umwelt
Entlang der Salze und Glimke sind seit Ende 1997 das rund 51 Hektar große Naturschutzgebiet Salze-Glimketal (HF–035) in Exter und Bad Salzuflen sowie das etwa 61 Hektar große Naturschutzgebiet Salzetal (LIP–039) in Bad Salzuflen ausgewiesen. Die auf etwa zwölf Kilometer Flusslänge geschützten Bachtäler sind als für das Ravensberger Land typische Sieksysteme ausgebildet. Diese naturnahen Bachtäler und die Bachauen weisen ausgeprägte Feuchtgrünland- und Waldflächen auf. Die Salze wird fast durchgängig durch Erlen- und Weiden-Reihen begleitet, teilweise ausgeprägt als Erlen-Eschen-Auwald. Zahlreiche Kleingewässer wie Teiche und Fischteiche beherbergen Schwimmblatt- und Ufervegetation, weiter gefährdete Arten und zahlreiche Libellenarten. Das Feuchtland weist viele gefährdete Pflanzenarten vor, stellenweise zum Beispiel Orchideen, Schilfe und Seggenrieder. Bemerkenswert im Gebiet sind die Salzquellen bei Loose, die als FFH-Gebiet ausgewiesen sind. An diesen Binnensalzstellen treten geschützte und salzliebende Pflanzenarten auf: Strand-Milchkraut, Salz-Bunge, Kümmel-Silge und Sumpf-Dreizack.

## Tourismus
Die Salze speist über den im Wildgehege abzweigenden Salzekanal die Kurparkseen im Landschaftspark und Kurpark des Staatsbads und fließt teils überdeckt durch das Stadtzentrum Richtung ihrer Mündung bei den Hoffmannswiesen.
Flussaufwärts des Landschaftsgartens führen Wanderwege durch das Naturschutzgebiet Salze-Glimketal.

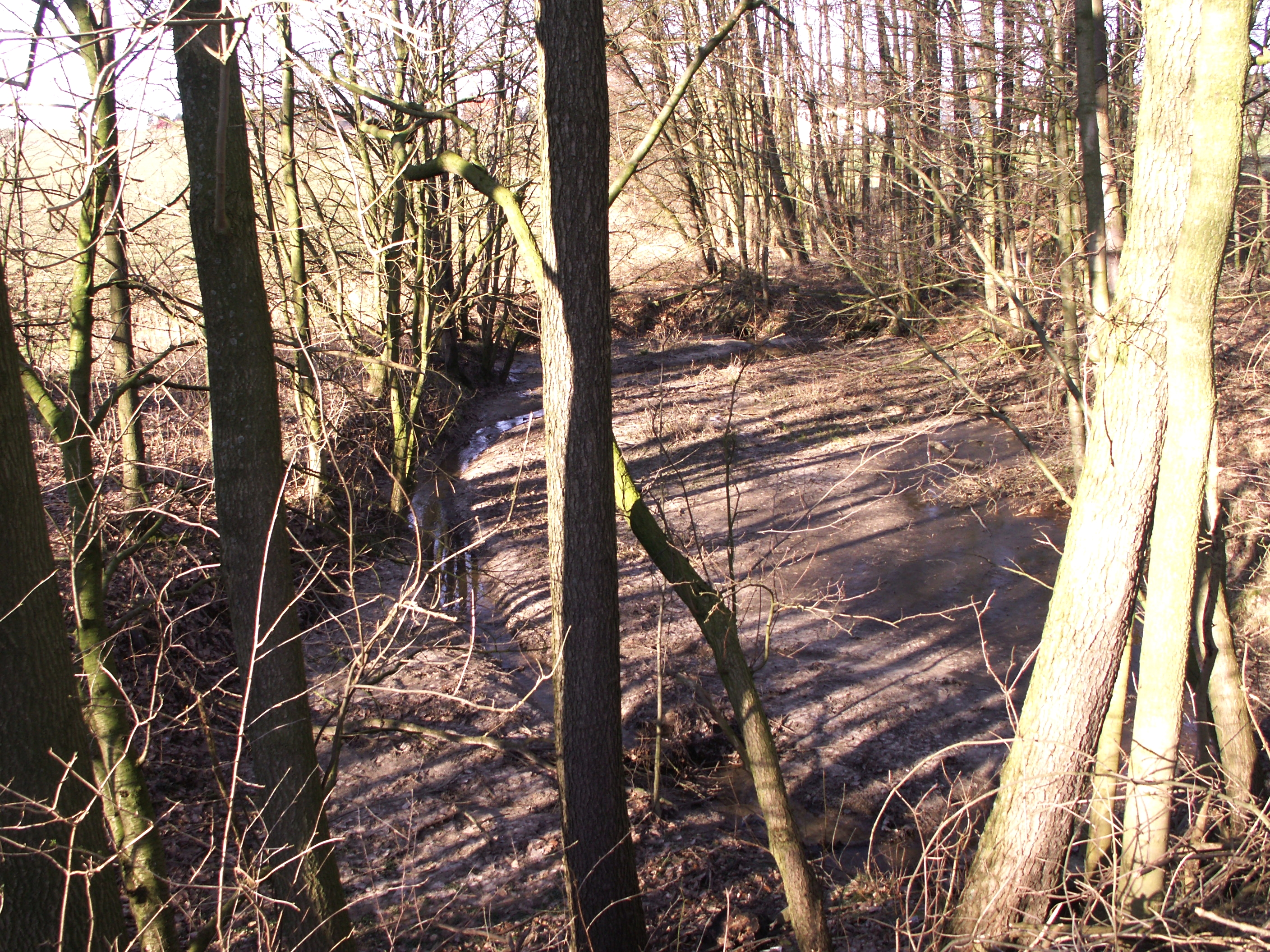
Quellteich der Salze
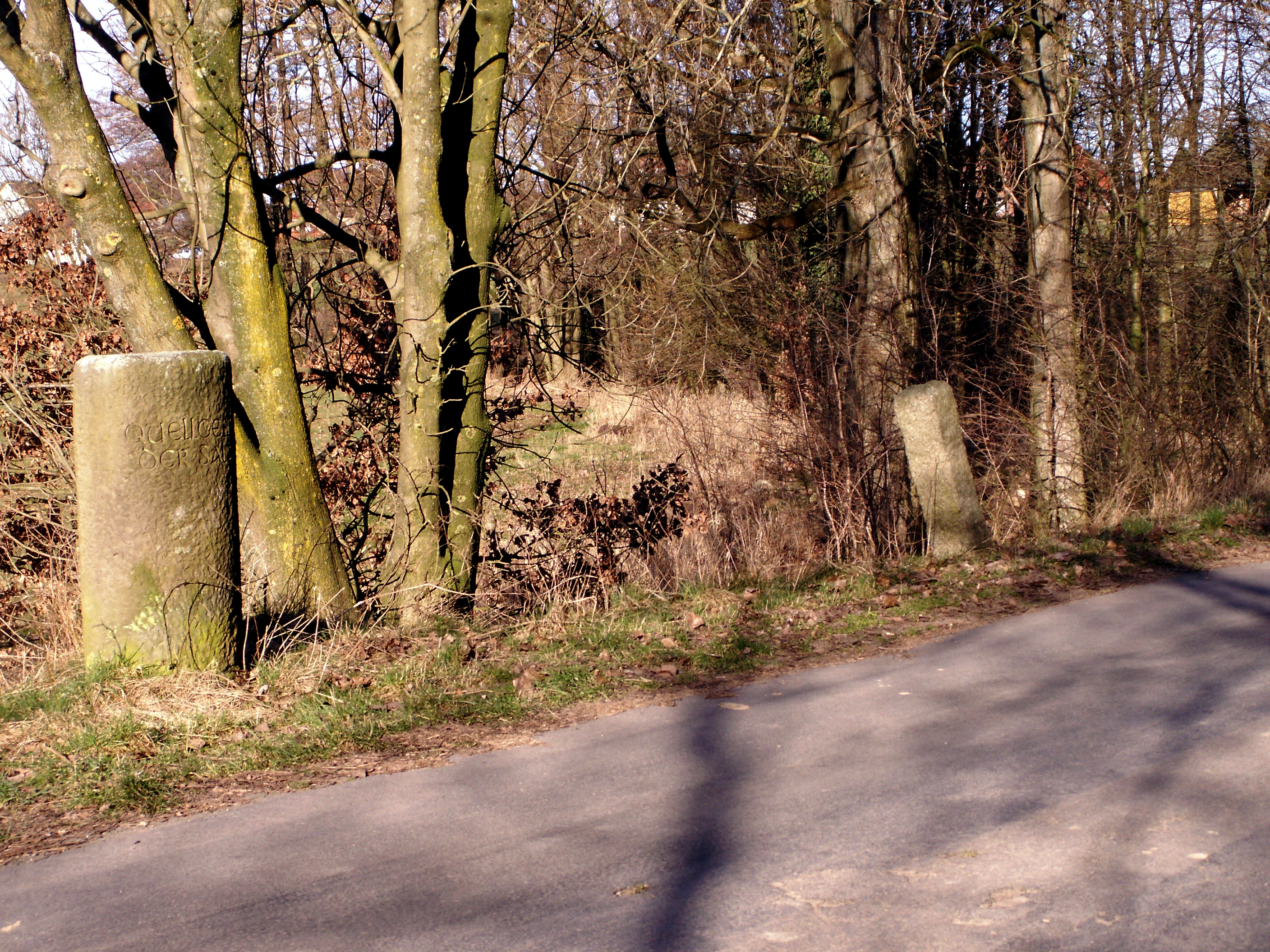
Quellgebiet der Salze an der Vahrenbrinkstraße in Vlotho
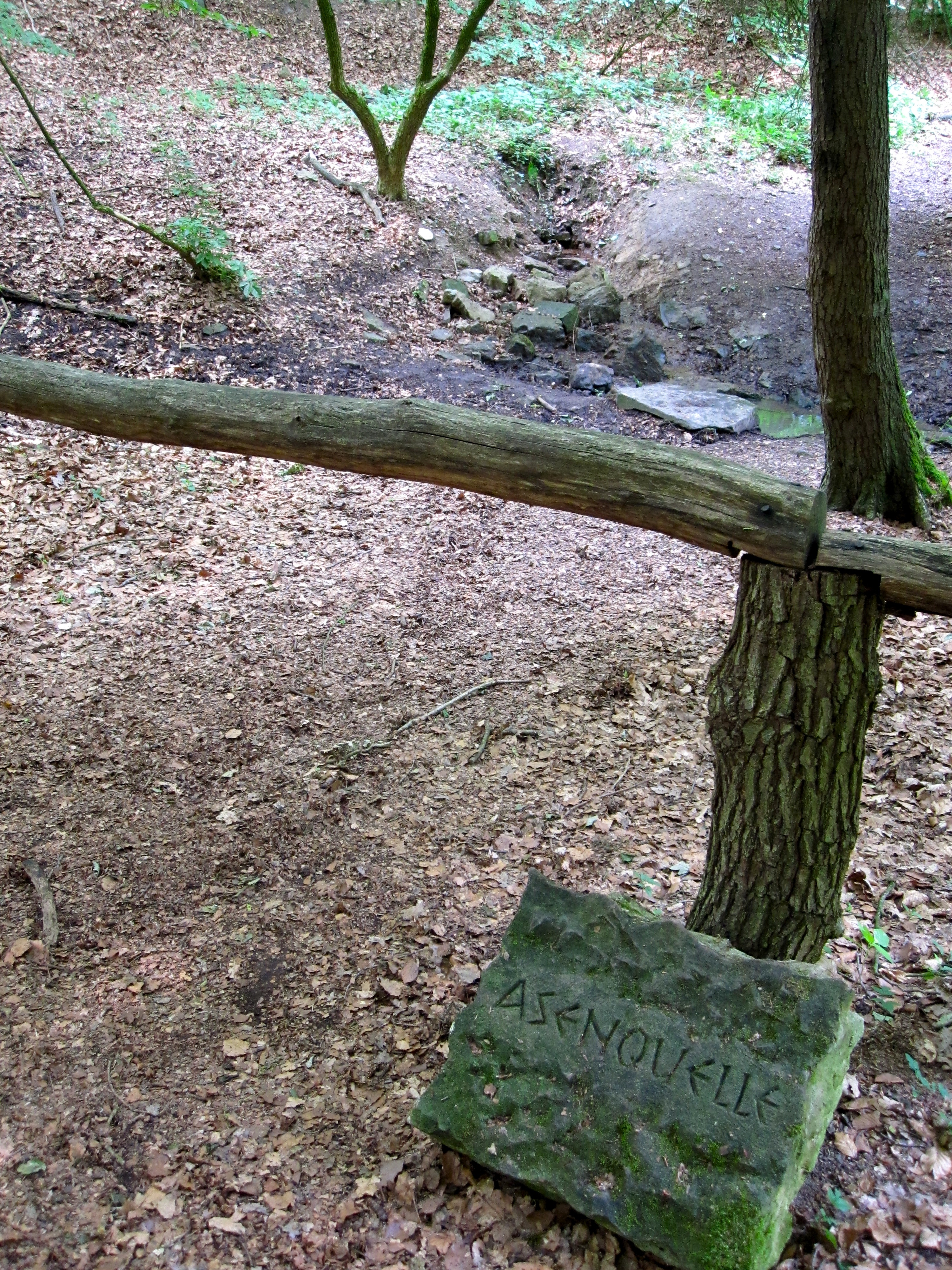
Asenquelle im Stadtwald von Bad Salzuflen
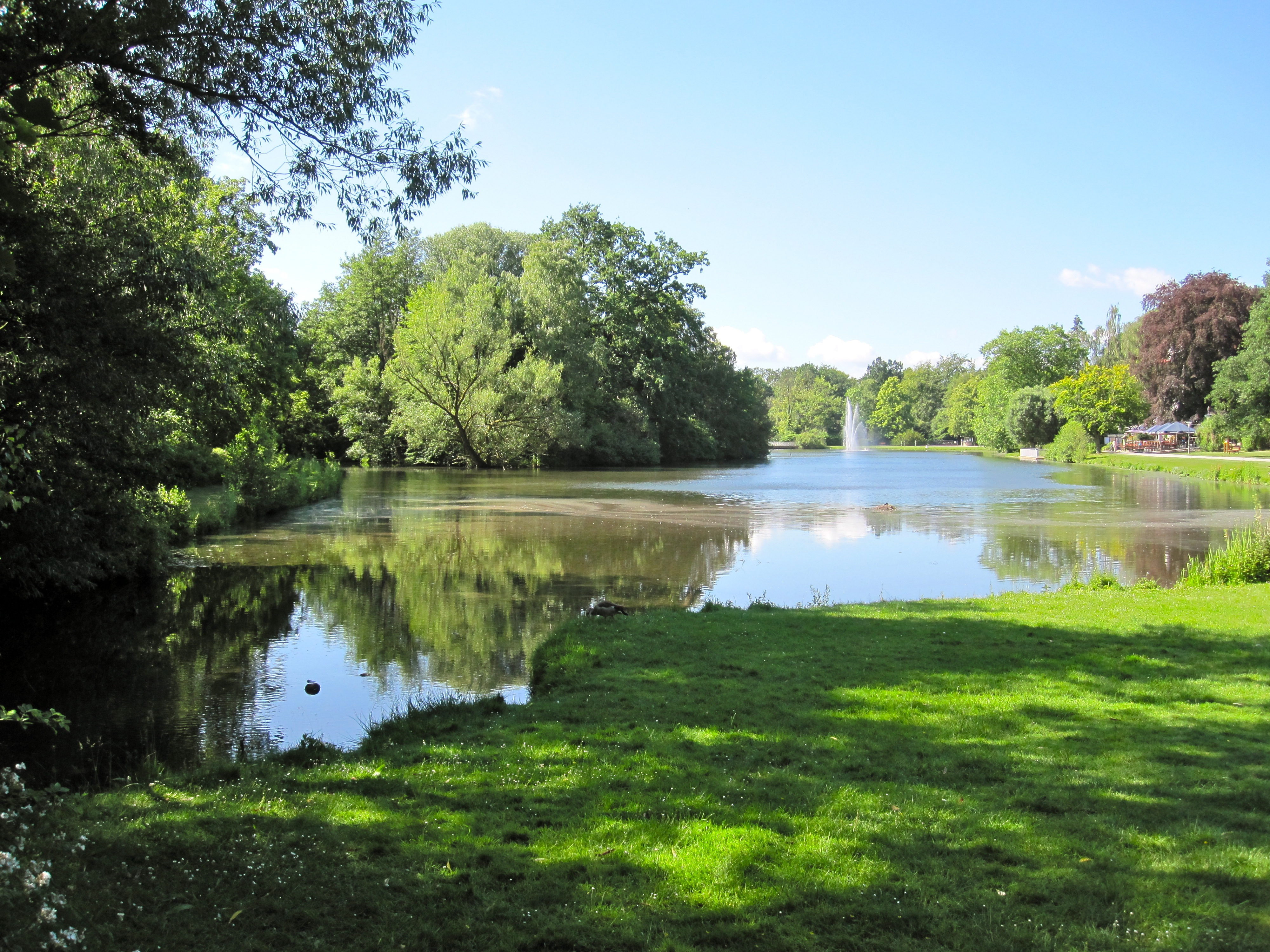
Zufluss der Salze (links) in den Kurparksee in Bad Salzuflen
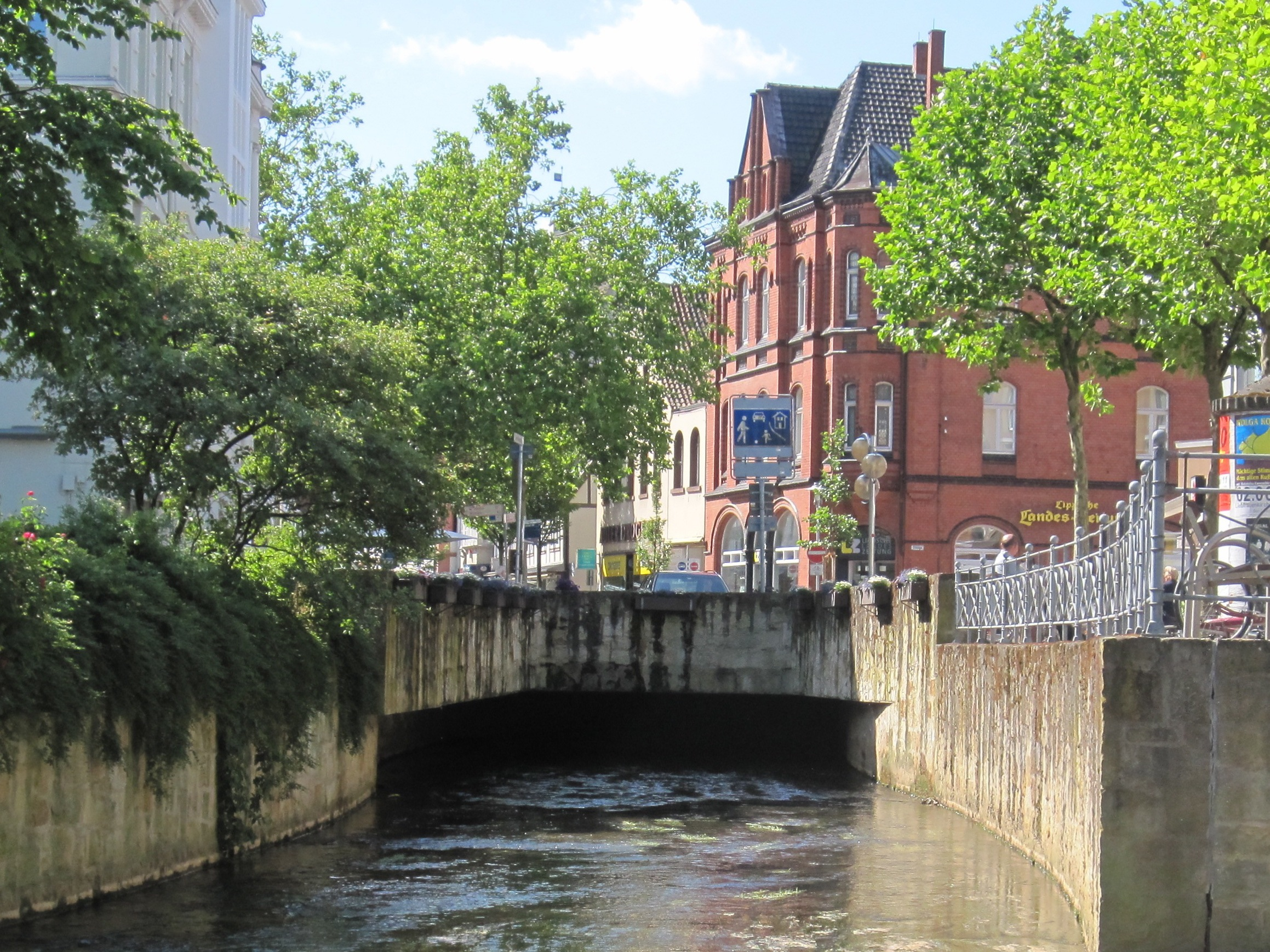
Überdeckung der Salze in der Innenstadt von Bad Salzuflen
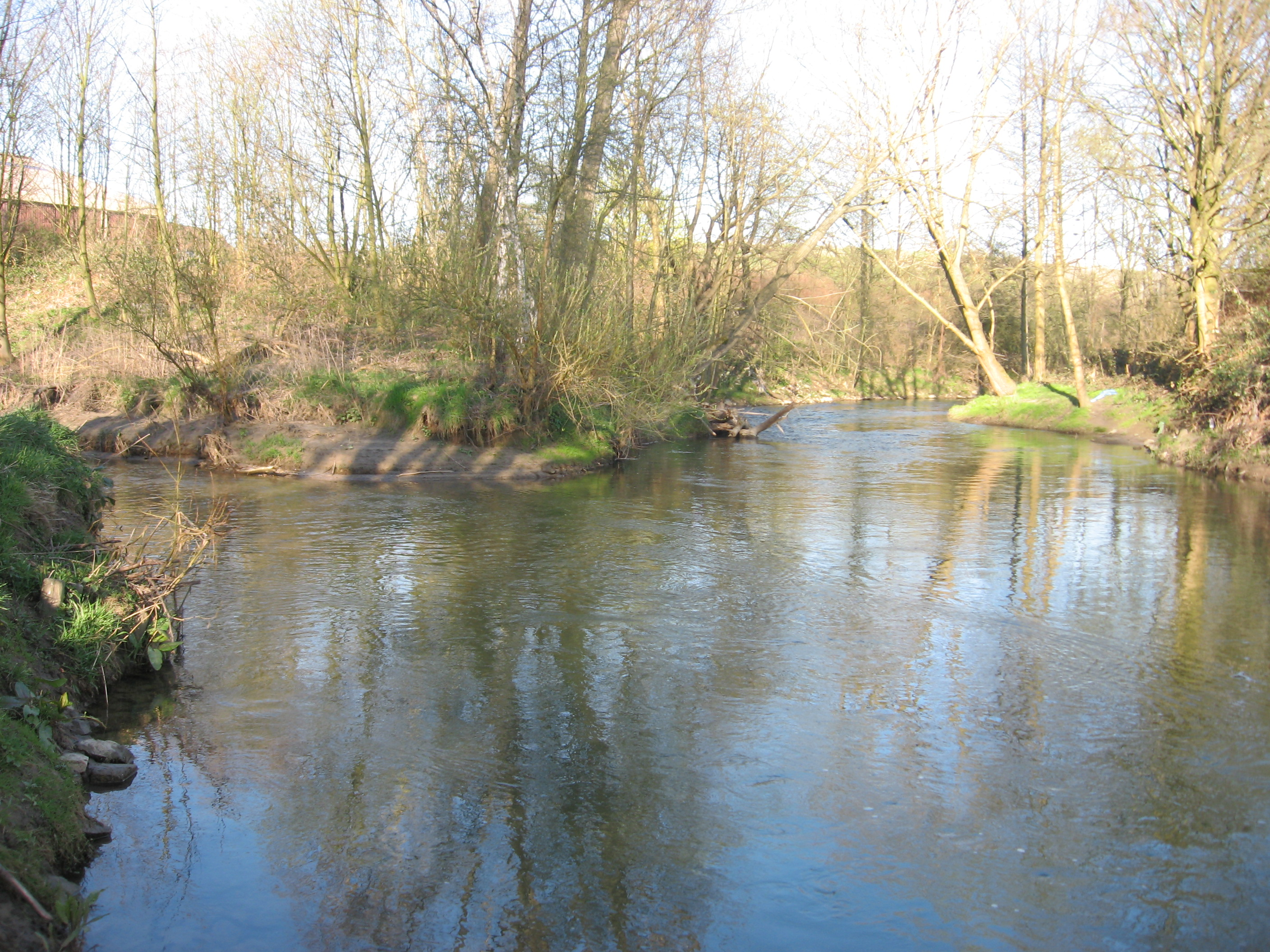
Zusammenfluss von Bega (von rechts) und Salze

## Name
Das Gewässer wurde 1386 („bi der Solte“) erstmals schriftlich erwähnt. Der ursprüngliche Name dürfte im Altsächsischen *Saltaha gelautet haben, einer Kompositum mit dem Grundwort -aha für „Fließgewässer“ und altsächsisch salt „Salz“.